# 旧相模川橋脚

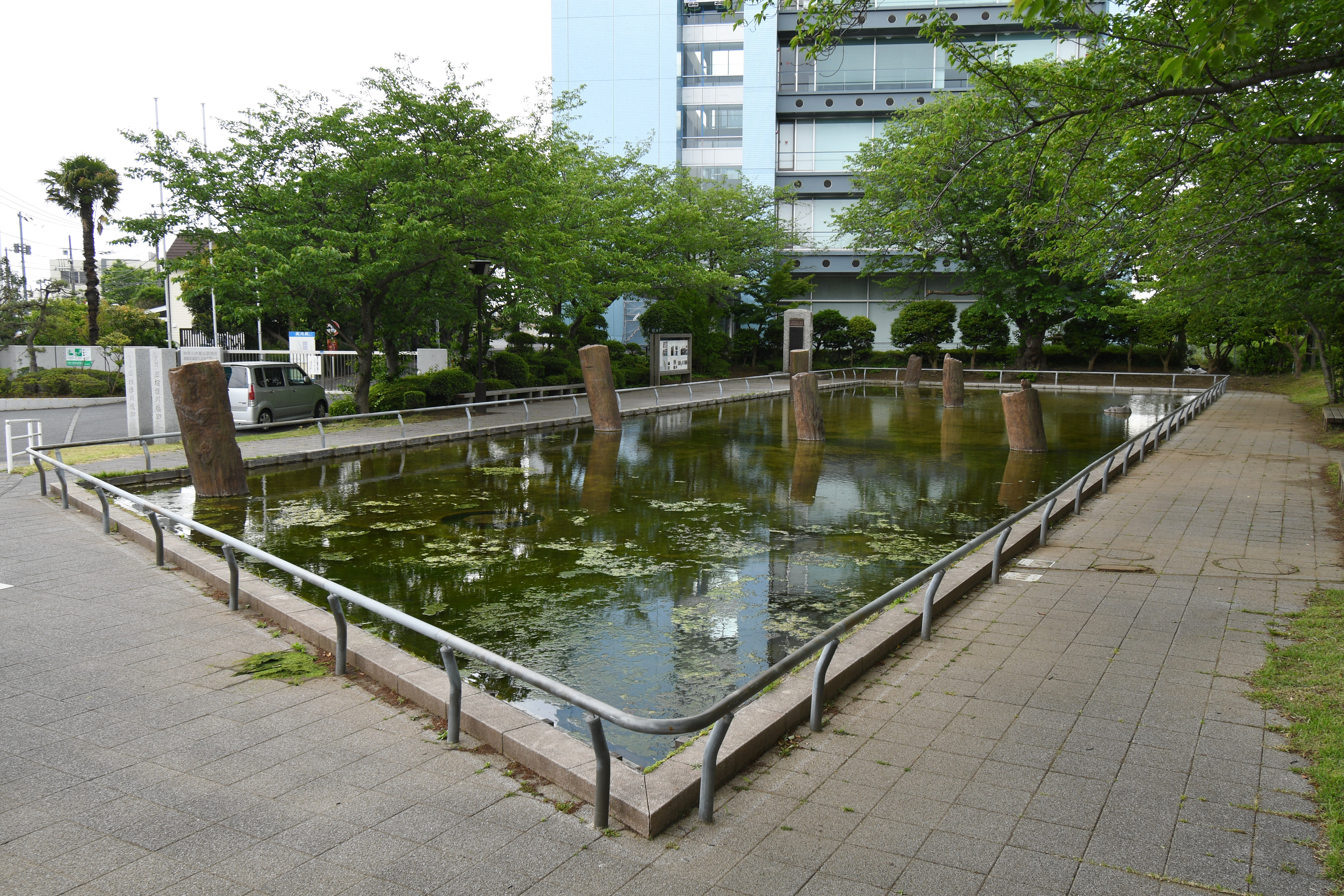
旧相模川橋脚（柱はレプリカ）

旧相模川橋脚（きゅうさがみがわきょうきゃく）は、神奈川県茅ヶ崎市下町屋1丁目にある、鎌倉時代に相模川に架けられた橋を支えた木製橋脚10本の遺跡。国の史跡および天然記念物に指定されている。
現在の相模川本流の沿岸ではなく、その東を流れる小出川の東岸で、1923年（大正12年）に発生した関東大震災および翌年の余震（丹沢地震）に伴う液状化現象が起き、水田の地表に出現。1198年（建久9年）、鎌倉幕府を創始した源頼朝の重臣である稲毛重成が亡妻への供養のため架けた橋の跡であると、歴史学者の沼田頼輔により比定された。実物はコンクリートに囲まれたうえで土をかぶせられて地下で保護されており、池から突き出る形で一般公開されているのは模型（レプリカ）である。直径は48～69センチメートル。

## 橋梁遺構の発見と発掘調査

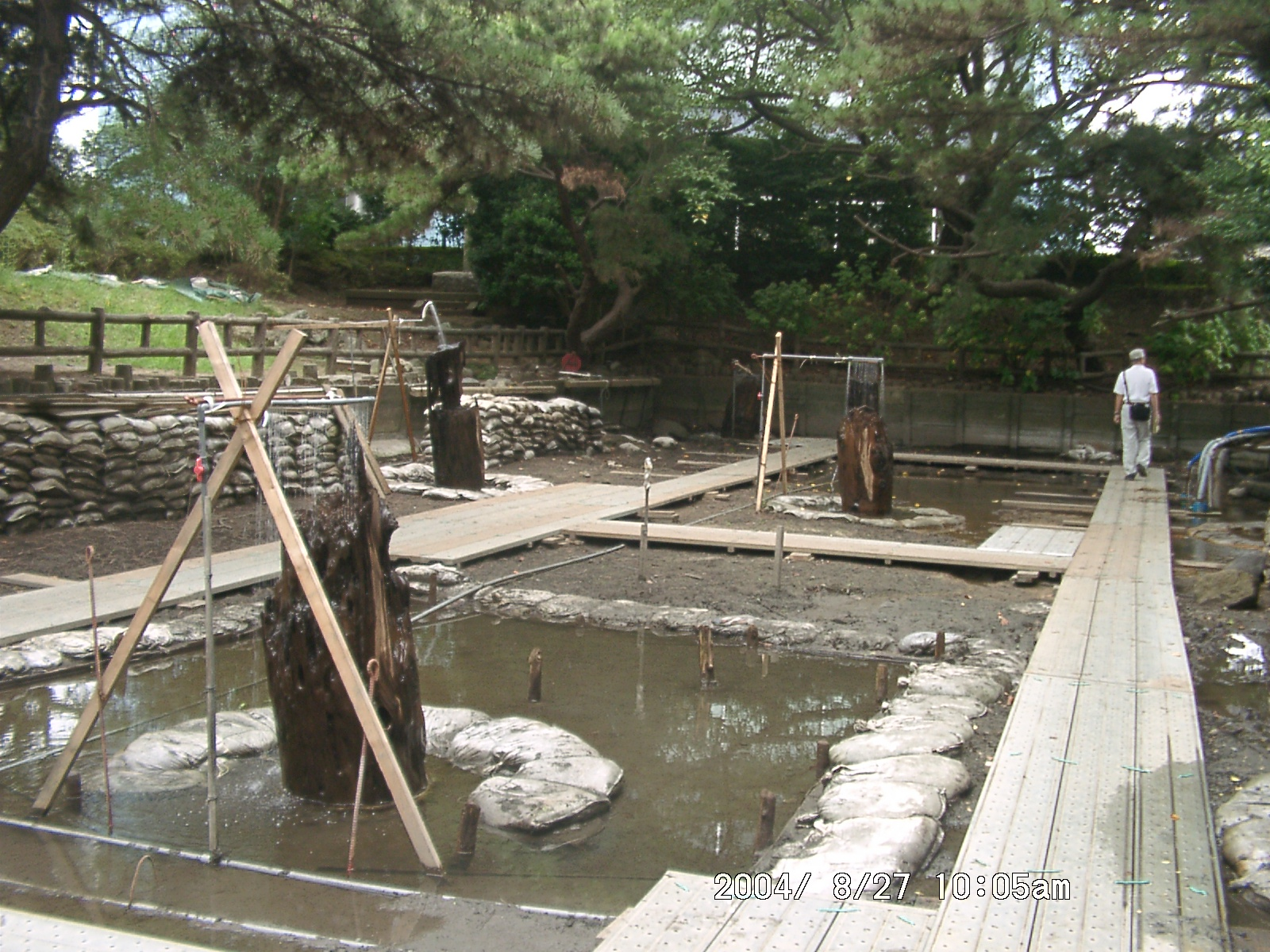
2004年の補修工事

関東大震災（1923年9月1日）と1924年1月の2度の大地震の際に小出川沿いの水田から7本の木柱が出現した。その後の発掘により地中になお3本あるのが発見された。沼田頼輔博士は1924年1月20日に現地を訪れ、地上に現れた7本のほかに、地面が盛り上がった2カ所があるのを見て、土中を竿でつついて調査した。沼田は『吾妻鏡』に基づいて鎌倉時代の相模川の橋脚と考証し、源頼朝の家臣であった稲毛重成が亡き妻（頼朝の妻であった北条政子の妹）の供養のために相模川に架けた大橋であると鑑定した。中世橋梁遺構として高く評価されている。
大正15年（1926年）10月20日に国の史跡に指定された。
近くに工場用地を所有していた武藤工業（現：MUTOHホールディングス）は1965年に費用を負担して池を改修したほか、地元の青年団もこの頃、防腐剤を塗るなどのボランティアで保護活動を行なった。
関東大震災により旧相模川橋脚が出現した経緯は液状化現象によるものであり、地震学的観点から2012年（平成24年）11月16日に天然記念物（地質・鉱物）への指定が答申され、2013年（平成25年）3月27日に告示され、液状化現象を対象とした初めての天然記念物に指定された。また、自然物でない天然記念物は静岡県伊豆の国市にある地震動の擦痕に次いで2件目である。飛び出した橋脚は防腐処理を施されて、そのままの状態で保存されている。
橋脚は池の中で保存されてきたが、水上に露出した部分の腐食が進行したため、2001年（平成13年）以降、茅ヶ崎市教育委員会により、保存整備を前提とした学術目的の発掘調査が行なわれた。以後、3回の内容確認調査によって、新発見の橋杭1本を含めヒノキ製の橋杭が計10本確認された。その配置は、2メートル間隔の3本1列の橋脚が10メートル間隔で4列に並んだものと推定される。橋杭となった木柱は、年輪年代測定によれば西暦1126年-1260年の一時点に伐採されたヒノキ材と同定された。また、橋杭の周辺には地震による噴砂・噴礫の痕跡、鎌倉・南北朝時代の横板・角柱・礫等を用いた土留のための遺構（橋脚に近接する川岸の護岸のために設けられた）などが確認された。このとき、中世後期の土坑墓も検出している。

## 相模川流路の検証

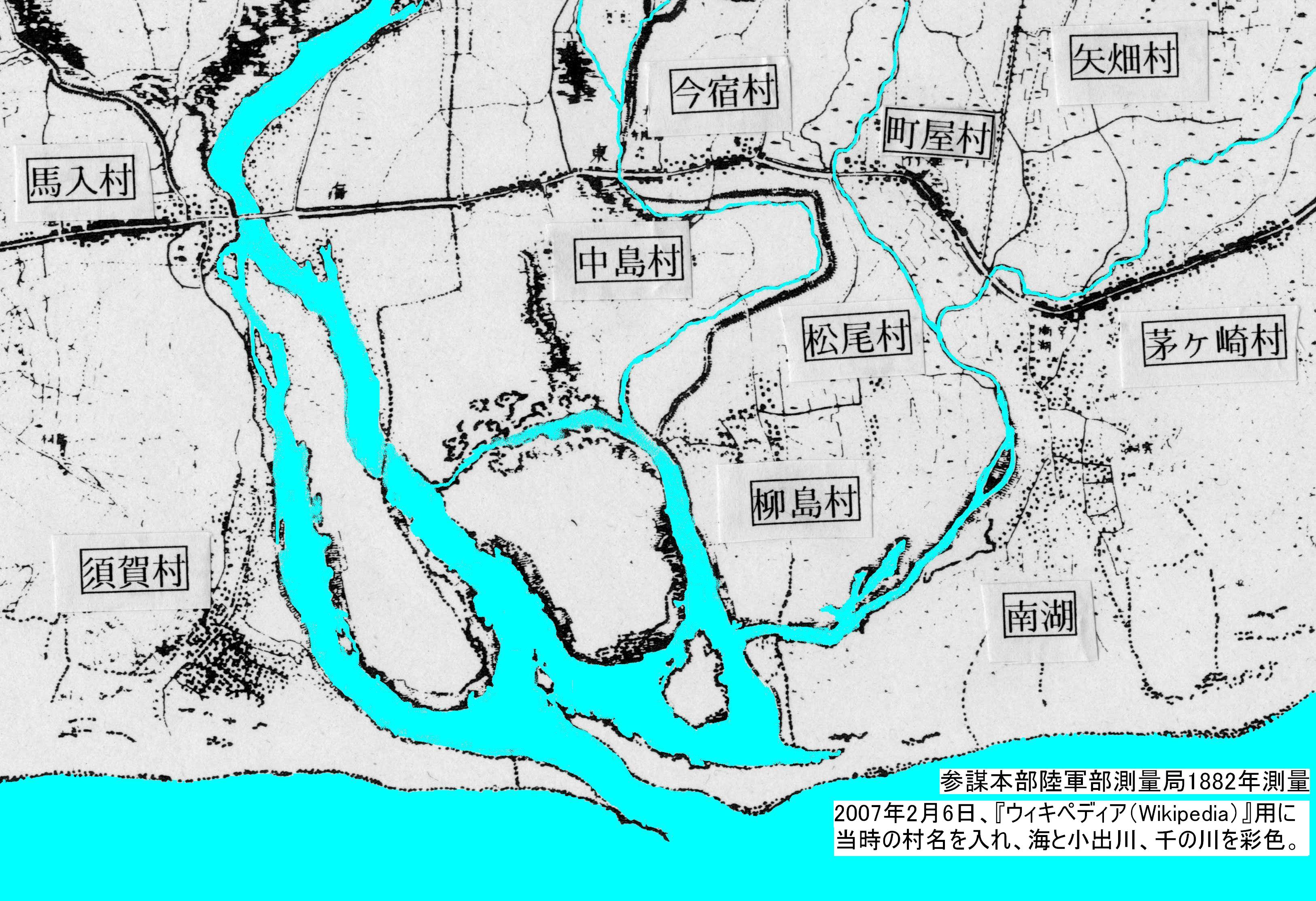
関東大震災前の相模川河口

橋脚の位置は、現在流れている相模川の流路から東側へ約2.5キロメートルの位置にある。この橋が確認されたことにより、中世における相模川は現在よりかなり東方を流れていて、氾濫や地震による流路の変遷を経て現位置へ移動したものと推定されている。右に震災前の相模川、小出川、千の川の状況を示した。震災で土地が隆起し、北東（右上）から相模川へ流入する千の川は河口を失って大きな沼地（現在の浜見平団地の所）を作った。柳島村は161反歩もの新たな耕作地を得て、幕末より続いた藤間温泉の湧泉量は激減した。このように大地震が発生する度に、相模川はその流路を変えてきた。しかし、この橋脚が作られた当時の流路の全体は明確でなく、この橋が相模川の本流・支流とどのような関係にあったかは研究段階である。

## 橋脚についての調査結果
この橋脚は、直径約60センチメートルのヒノキの丸材で、橋全体の幅は約7メートルとなり、当時は全国有数の大橋であったと考えられる。
上述の発掘調査によって、中世前期の護岸のための土留遺構の一部や、国の史跡に指定された大正末期から昭和初期にかけての保存措置として行われた護岸遺構も確認され、周辺土地利用の変遷や保存手法の状況や推移等も明らかになり、従前の史跡指定範囲を越えて遺跡が広がることから、平成19年（2007年）には史跡の追加指定が行なわれた。

## 相模川架橋についての伝承と歴史
建久9年（1198年）12月5日、頼朝がこの橋の竣工式に出席した帰りに、平家の亡霊に驚いた馬が暴れて川へ落ち、寒さに触れて病を得て翌年1月に死亡したという説がある。この時、警護の武士10人が責任をとって自害し、その墓が龍前院境内の10基の五輪塔であるとも言われている。この事件によって相模川の下流部分を馬入川（ばにゅうがわ）と称するようになったという伝説がある。
相模川（馬入川）を渡る東海道に初めて橋を架けた稲毛重成は、頼朝の忠臣だった畠山重忠の親族である。重成の妻は、北条時政の娘で頼朝の正室北条政子の妹であった。鎌倉幕府成立後に妻を亡くした重成は、出家して相模川付近に寺を建て念仏を唱える日々を送っていたが、相模川の渡し船で命を落とす人々の多さを見て、妻への追福のために橋を架けることを決意すると、建久9年（1198年）に頼朝の許可を得て独力で橋を架けたと伝えられている。
鎌倉時代に架けられたこの橋は一度修復はされたものの、その後、明治時代に入るまで、相模川に橋が架けられることはなく、江戸時代では渡し船による交通が行われた。

## アクセス
茅ケ崎駅前と平塚駅前を結ぶ路線バスで「今宿」下車、徒歩5分程度。